# Ring ring
Ring ring är den svenska popgruppen Abbas debutalbum, släppt den 26 mars 1973.  Gruppen hade ännu inte börjat kalla sig för Abba; på konvolutet står det Björn & Benny, Agnetha & Frida.

## Historik
Benny Andersson och Björn Ulvaeus arbetade tillsammans som musikproducenter och låtskrivare vid Stikkan Andersons skivbolag Polar Music, bland annat för Ted Gärdestad och Hootenanny Singers. De tog med sina sjungande flickvänner som bakgrundssångerskor till studioinspelningar och de två paren uppträdde på scen första gången tillsammans den 1 november 1970 på Restaurang Trädgårn i Göteborg under namnet Festfolket.
1972 kom de första singelskivorna där samtliga fyra Abba-medlemmarna namnges på skivomslaget, under gruppnamnet Björn & Benny, Agnetha & Frida. I USA lanserades gruppens tre första singlar av Playboy Records under namnet Björn & Benny (with Svenska flicka). Vid denna tid var gruppen ett av många projekt som de fyra medlemmarna var involverade i. Det var först efter att sången "Ring Ring" blev en hit som gruppen bestämde att fortsätta tillsammans.
Låten "Ring ring (bara du slog en signal)" var gruppens bidrag till Melodifestivalen 1973, där den efter juryomröstningen slutade på tredje plats.
Albumet släpptes i Skandinavien och ett begränsat antal andra delar av världen, bland annat Västtyskland, Australien, Sydafrika och Mexiko 1973.  Albumet blev en stor framgång i Belgien, Nederländerna, Norge och Sydafrika.
Den skandinaviska versionen av albumet öppnar med den svenska versionen av "Ring ring (bara du slog en signal)", men innehåller även den engelskspråkiga versionen. Låten "She's My Kind of Girl", som är den äldsta låten på albumet, finns med på den internationella utgåvan och är egentligen en singel med duon Björn & Benny från 1969. 
"Ring ring" är också det enda Abba-album som innehåller en låt skriven av Agnetha Fältskog; "Disillusion". Hon hade skrivit flertalet av sina solosånger tidigare, men kom inte att författa någon låt mer till Abba:s album. 
Första gången Ring ring gavs ut på CD-skiva var i Sverige 1988. Den följdes av en västtysk CD 1990 (gavs sedan ut internationellt). Albumet har blivit återutgivet och digitalt remastrat tre gånger; 1997, 2001 och 2005 som en del i CD-boxen The Complete Studio Recordings. 2013 gavs albumet ut i en deluxe-utgåva med flertalet bonusspår samt en DVD med några av gruppens framträdanden av sånger från albumet. 
På deluxeutgåvan finns den tidigare outgivna inspelningen En hälsning till våra parkarrangörer med. Inspelningen gjordes inför gruppens Folkparksturné i mitten av 1973. Inspelningen innehåller talade ord och utdrag från "People Need Love", "Man vill ju leva lite dessemellan" (sololåt av Frida) och "Så glad som dina ögon" (sololåt av Agnetha).

## Låtlista

### Svensk utgåva
Den svenska LP-utgåvan från 1973 innehåller följande låtar:
Sida ett
1. Ring ring (bara du slog en signal) (Anderson, Andersson, Ulvaeus) - 3:10
2. Another Town, Another Train (Andersson, Ulvaeus) - 3:13
3. Disillusion (Fältskog, Ulvaeus) - 3:07
4. People Need Love (Andersson, Ulvaeus) - 2:46
5. I Saw It in the Mirror (Andersson, Ulvaeus) - 2:34
6. Nina, Pretty Ballerina (Andersson, Ulvaeus) - 2:53

Sida två
1. Love Isn't Easy (But It Sure Is Hard Enough) (Andersson, Ulvaeus) - 2:55
2. Me and Bobby and Bobby's Brother (Andersson, Ulvaeus) - 2:52
3. He Is Your Brother (Andersson, Ulvaeus) - 3:19
4. Ring Ring (engelsk version) (Anderson, Andersson, Cody, Sedaka, Ulvaeus) - 3:06
5. I Am Just a Girl (Anderson, Andersson, Ulvaeus) - 3:03
6. Rock and Roll Band (Andersson, Ulvaeus) - 3:11

### Internationell utgåva
Den internationella utgåvan skiljer sig något från den svenska versionen. Det är också den internationella versionen som finns utgiven på CD.
Sida ett
1. Ring Ring (engelsk version) - 3:06
2. Another Town, Another Train - 3:13
3. Disillusion - 3:07
4. People Need Love - 2:46
5. I Saw It in the Mirror - 2:34
6. Nina, Pretty Ballerina - 2:53

Sida två
1. Love Isn't Easy (But It Sure Is Hard Enough) - 2:55
2. Me and Bobby and Bobby's Brother - 2:52
3. He Is Your Brother - 3:19
4. She's My Kind of Girl (Andersson, Ulvaeus) - 2:45
5. I Am Just a Girl - 3:03
6. Rock and Roll Band - 3:11

- Bonusspår på CD-utgåvan 2001:

1. Merry-Go-Round (Anderson, Andersson, Ulvaeus) - 3:26
2. Santa Rosa (Andersson, Ulvaeus) - 3:01
3. Ring ring (bara du slog en signal) - 3:10

### Deluxe-utgåva 2013
40 år efter att albumet ursprungligen gavs ut, släpptes en jubileumsversion med CD och DVD. CD:n innehåller förutom den internationella låtlistan följande bonuslåtar: 
- Ring Ring (Bara du slog en signal) - 3:08
- Merry-Go-Round" - 3:36
- Santa Rosa - 3:01
- Ring Ring (spansk version) (Andersson, Anderson, Ulvaeus, Doris Band) - 3:01
- Wer im Wartesaal der Liebe steht (tysk version av "Another Town, Another Train") (Andersson, Ulvaeus, Fred Jay) - 3:21
- Ring Ring (tysk version) (Andersson, Anderson, Ulvaeus, Peter Lach) - 3:09
- En hälsning till våra parkarrangörer (tidigare outgiven) - 2:27
- Hej gamle man! (Björn & Benny-singel från 1970, med Agnetha & Frida i bakgrundskören) (Andersson, Ulvaeus) - 3:21
- There's A Little Man (Billy Gezon-singel från 1970, med Agnetha i bakgrundskören)	(Andersson, Ulvaeus) - 2:45
- I Saw It In The Mirror (Billy Gezon-låt från 1970, originalversion) (Andersson, Ulvaeus) - 2:20
- Jag är blott en man (Jarl Kulle-låt från 1972, originalversion av "I Am Just A Girl") (Andersson, Anderson, Ulvaeus) - 3:04
- Man vill ju leva lite dessemellan (Frida-singel från 1972 med Björn, Benny och Agnetha i bakgrundskören) (Vittorio Tariciotti, Marcello Marrocchi, Franca Evangelisti, Stig Anderson) - 2:53
- Välkommen till världen (Lill-Babs-singel från 1971, med alla fyra Abba-medlemmar i bakgrundskören) (Andersson, Ulvaeus) - 3:19

## Studiomusiker
- Ola Brunkert - trummor
- Rutger Gunnarsson - elbas
- Roger Palm - trummor
- Janne Schaffer - akustisk gitarr, elgitarr
- Mike Watson - elbas

## Listplaceringar
| Lista (1973, 1976) | Topplacering |
| ------------------ | ------------ |
| Australien         | 10           |
| Norge              | 10           |
| Nya Zeeland        | 32           |
| Sverige            | 2            |